# Alf Svensson
Alf Robert Olof Svensson, född 1 oktober 1938 i Götlunda församling i dåvarande Skaraborgs län, är en svensk politiker (kristdemokrat).
Svensson anslöt sig till Kristen Demokratisk Samling (KDS; nuvarande Kristdemokraterna) vid partiets bildande 1964 och var bland annat ordförande i dess ungdomsförbund, Kristen Demokratisk Ungdom, 1970–1973. Efter Birger Ekstedts död efterträdde Svensson honom som partiledare i januari 1973. Han kvarstod som partiledare i 31 år och är därmed den som varit partiledare på riksnivå under längst tid i svensk politik, före tvåan Tage Erlander med knappt 23 år. Svensson ledde KDS in i riksdagen i valet 1991 och var 1991–1994 biståndsminister i regeringen Carl Bildt. Han blev med tiden synonym med partiet och den personliga popularitet som han åtnjöt bland väljarna var en starkt bidragande orsak till bland annat valframgången 1998 då Kristdemokraterna fick 11,8 procent av rösterna. Han avgick vid ett extra riksting i april 2004 och efterträddes av Göran Hägglund.

## Biografi
Svensson är adjunkt och arbetade som gymnasielärare i svenska och historia innan han blev heltidspolitiker.
Åren 1985–1988 var Svensson riksdagsledamot och invald för Centern, en valteknisk samverkan som Centerpartiet och KDS hade i riksdagsvalet 1985. I riksdagsvalet 1991 fick partiet 7,1 procent och blev för första gången representerat i Sveriges riksdag. Samtidigt utnämndes Svensson till biståndsminister i regeringen Bildt 1991–1994. I riksdagen var han bland annat ledamot av utrikesutskottet 2006–2009 samt ledamot av Krigsdelegationen, Nordiska rådets svenska delegation och Utrikesnämnden. 
Han avgick från riksdagen i samband med Europaparlamentsvalet i Sverige 2009 då han erövrade KD:s enda mandat tack vare fler personröster än partiets toppkandidat, Ella Bohlin. Han fick 54 082 personröster. I Europaparlamentet var han ledamot av utskottet för utveckling och suppleant i utskottet för utrikes frågor. Svensson var den ende svenske Europaparlamentariker som skrev under skriftlig förklaring 29, en paragraf som är tänkt att utvidga datalagringsdirektivet till att lagra sökmotorsökningar.
Svensson har suttit i styrelsen för Svensk Israel-information.
Under Kristdemokratiska ungdomsförbundets (KDU) riksmöte på Lidingö 2021 valdes Alf Svensson till ny hedersordförande.

### Familj
Svensson är son till predikanten Robert Svensson (1906–1996) och Emmy Svensson (1904–1997). Han är sedan 1977 gift med Sonja (född 1943), paret är bosatta i Gränna. De har tillsammans tre barn, däribland Michaela Hollis (född 1980) som är kommunalpolitiker för Kristdemokraterna i Stockholms stad. Svensson är också känd för att spela saxofon.

## Politiska befattningar

### Organisatoriska uppdrag inom kristdemokratin
- Distriktsordförande KDU Jönköpings län
- Sekreterare i partiets distriktsstyrelse i cirka tio år
- 1964– Lokalavdelningsordförande i Gränna
- 1970–1973 Förbundsordförande Kristdemokratiska Ungdomsförbundet (KDU)
- 1973–2004 Partiledare tillika partiordförande

### Politiska uppdrag för Kristdemokraterna
- 1966–1970 Ledamot i stadsfullmäktige i Gränna
- 1970–1991 Ledamot i kommunfullmäktige i Jönköping
- 1973–1991 Ledamot i landstingsfullmäktige i Jönköpings län
- 1985–1988 Riksdagsledamot (officiellt för Centern)
  - 1985–1988 Suppleant i Utrikesutskottet
  - 1985–1988 Suppleant i Miljö- och jordbruksutskottet
  - 1985–1988 Suppleant i Socialutskottet
- 1991–1994 Bistånds- och människorättsminister och vice utrikesminister
- 1991–2009 Riksdagsledamot
  - 1991–2004 Ledamot i Krigsdelegationen
  - 1994–1996 Suppleant i Nordiska rådets svenska delegation
  - 1996–2004 Ledamot i Nordiska rådets svenska delegation
  - 1994–1998 Suppleant i Utrikesnämnden
  - 1998–2002 Ledamot i Utrikesnämnden
  - 2004–2009 Suppleant i Utrikesutskottet
- 2009–2014 Europaparlamentariker
  - 2009–2014 Ledamot i utskottet för utveckling
  - 2009–2014 Suppleant i utskottet för utrikesfrågor

## Priser och utmärkelser
- 1991 – Årets smålänning[8]
- 2007 – H.M. Konungens medalj i guld av 12:e storleken att bäras om halsen i guldkedja (Kon:sGM12mkedja) ”För betydande insatser på skilda områden inom svenskt samhällsliv”.[9][10]
- 2024 – Medaljen Illis quorum i guld av 18:e storleken med kedja (GMiq18mkedja)[11]

### Av Alf Svensson
- I Tiden : från motvind till uppvindar, Samhällsgemenskap, Stockholm (1984) ISBN 91-85036-10-2
- Poletik, Samhällsgemenskap, Stockholm (1990) ISBN 91-85036-32-3
- Här kommer Alf Svensson (självbiografi), Bonnier AB, Stockholm (2001) ISBN 91-0-057619-0

### Om Alf Svensson
- Alf Svensson hos Hagge Geigert, Samhällsgemenskap, Stockholm (1985) ISBN 91-85036-14-5
- Mats Gellerfelt, Vem är Alf Svensson, Sellin & partner, Stockholm (1991) ISBN 91-7055-038-7
- Claes Waern, Från riksdagens bänk 114: en intervju med kristdemokraten Alf Svensson, partiledare och riksdagsledamot (KdS), Samhällsgemenskap, Stockholm (1988) ISBN 91-85036-28-5